# Halálbüntetés

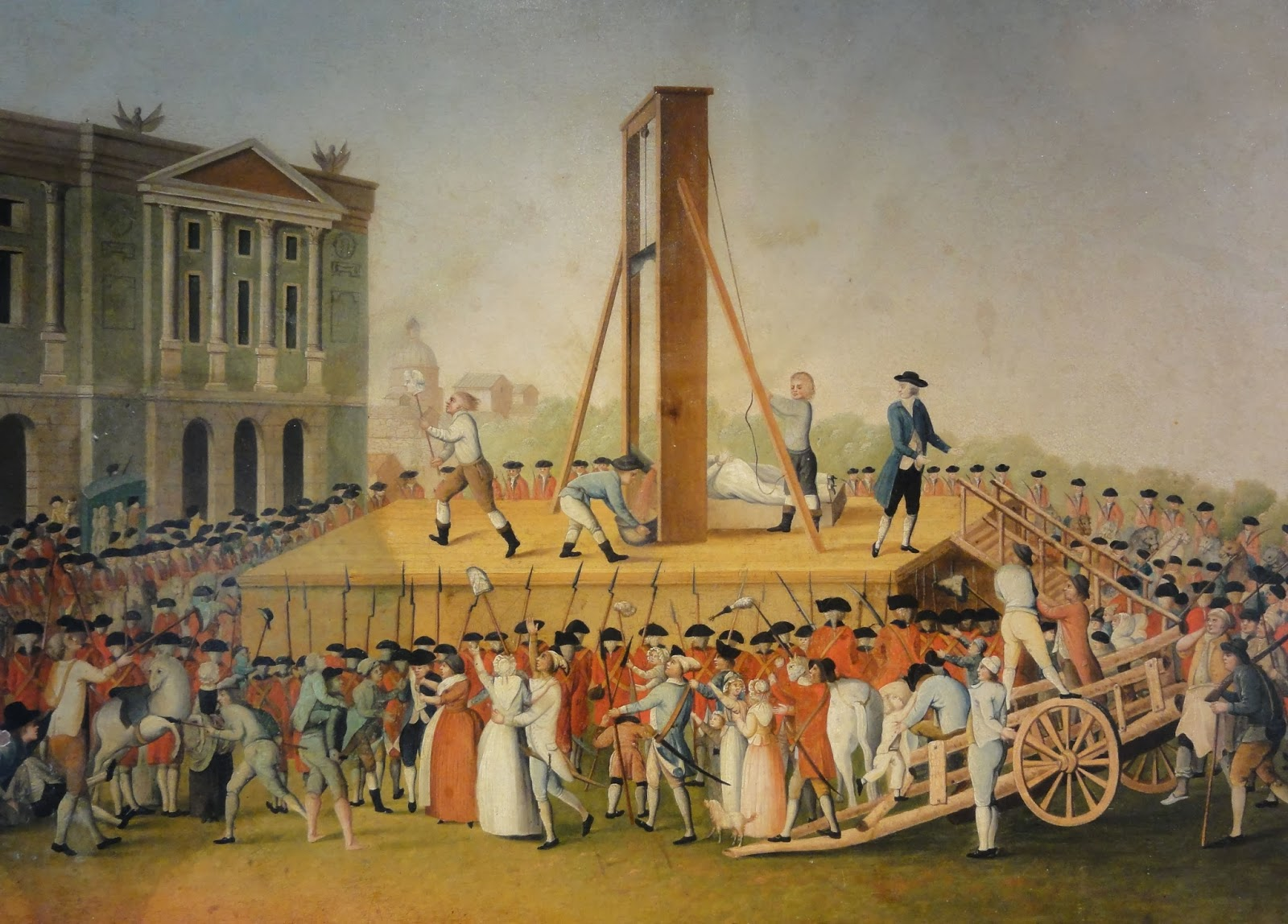
Mária Antónia francia királyné kivégzése nyaktilóval 1793-ban

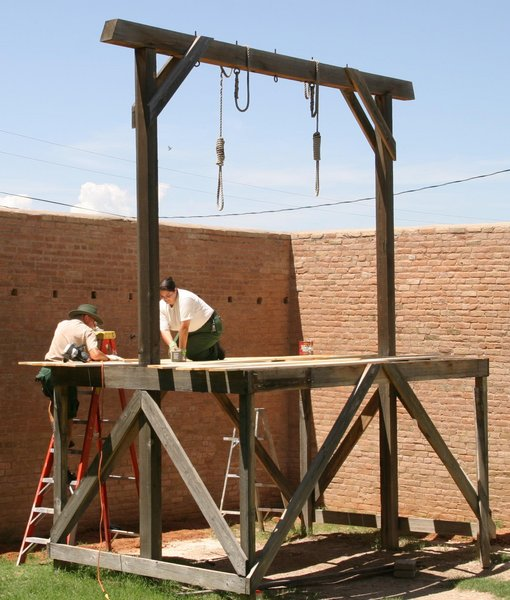
Rekonstruált vadnyugati kivégzőhely (Tombstone, Arizona)

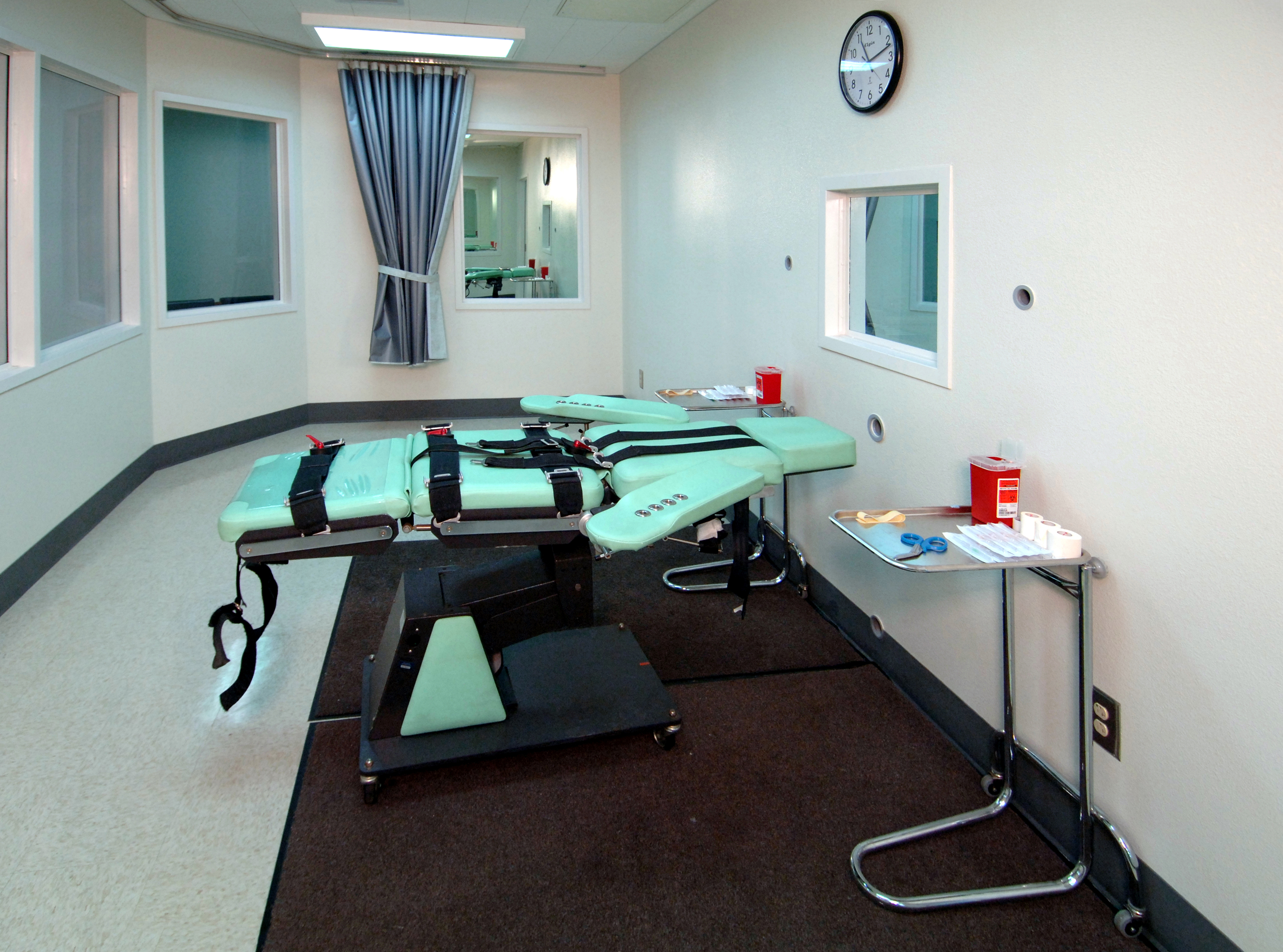
Méreginjekciós kivégzéshez használt szoba az Amerikai Egyesült Államokban

A halálbüntetés a legsúlyosabb büntetési forma, a bűnösnek talált személy életének kioltása, az élettől való megfosztása büntetőeljárás keretében. A halálbüntetés jogossága vagy jogtalansága napjaink legvitatottabb jogi, etikai, teológiai és társadalmi kérdéseinek egyike.
A halálos ítélet végrehajtásának módja a kivégzés, ami alatt olyan, nem jogszerűen végrehajtott emberölést is értenek, amit tervszerűen hajtanak végre, és a legyilkolás előtt védekezésre képtelen állapotba hozzák az áldozatot.
Az őskortól fogva egészen a legújabb korig a legtöbb társadalom jogrendje tartalmazta a halálbüntetést, amit jellemzően kultúrától függetlenül az egyik legsúlyosabb büntetésnek tekintettek. Etikai vagy vallási okból az ókortól voltak példák a halálbüntetés eltörlésére, ez a második világháború vége óta globális jelenségnek tekinthető.
2010 óta a világ országai közül 97 egyáltalán nem alkalmaz halálbüntetést, 8 csak rendkívüli körülmények fennállása esetén, és 35 államban a büntetőjog része ugyan, de már legalább 10 éve nem alkalmazták. 58 államban továbbra is gyakorlat. 1987-ben 32 állam szüntette meg minden bűncselekményre, míg 18 a köztörvényes bűncselekményekre nézve, 16 ország nem alkalmazta, míg 110 államban alkalmazták.

## Története

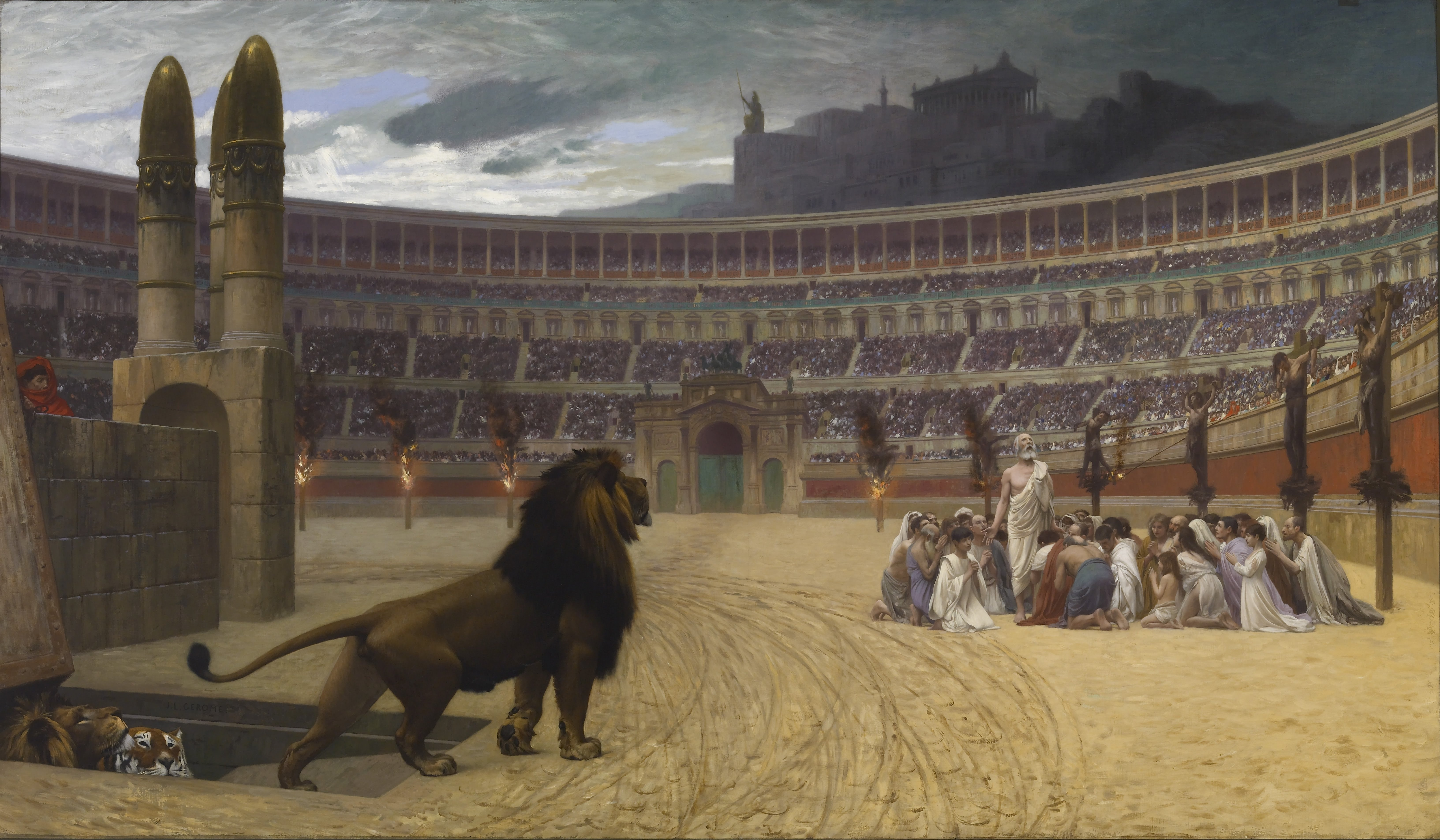
Keresztény mártírokat végeznek ki vadállatok elé vetéssel, Jean-Léon Gérôme festménye, 1883

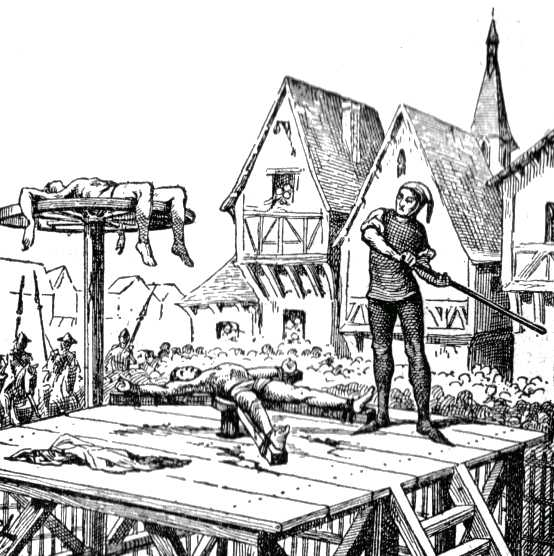
Kerékbe törés a középkorban

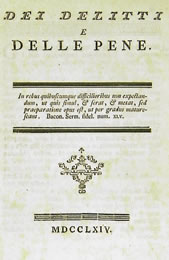
Cesare Beccaria nagy hatású, 1764-es „Bűnökről és büntetésekről” című, halálbüntetést ellenző művének fedőlapja

Goya: Madrid védőinek kivégzése, 1814

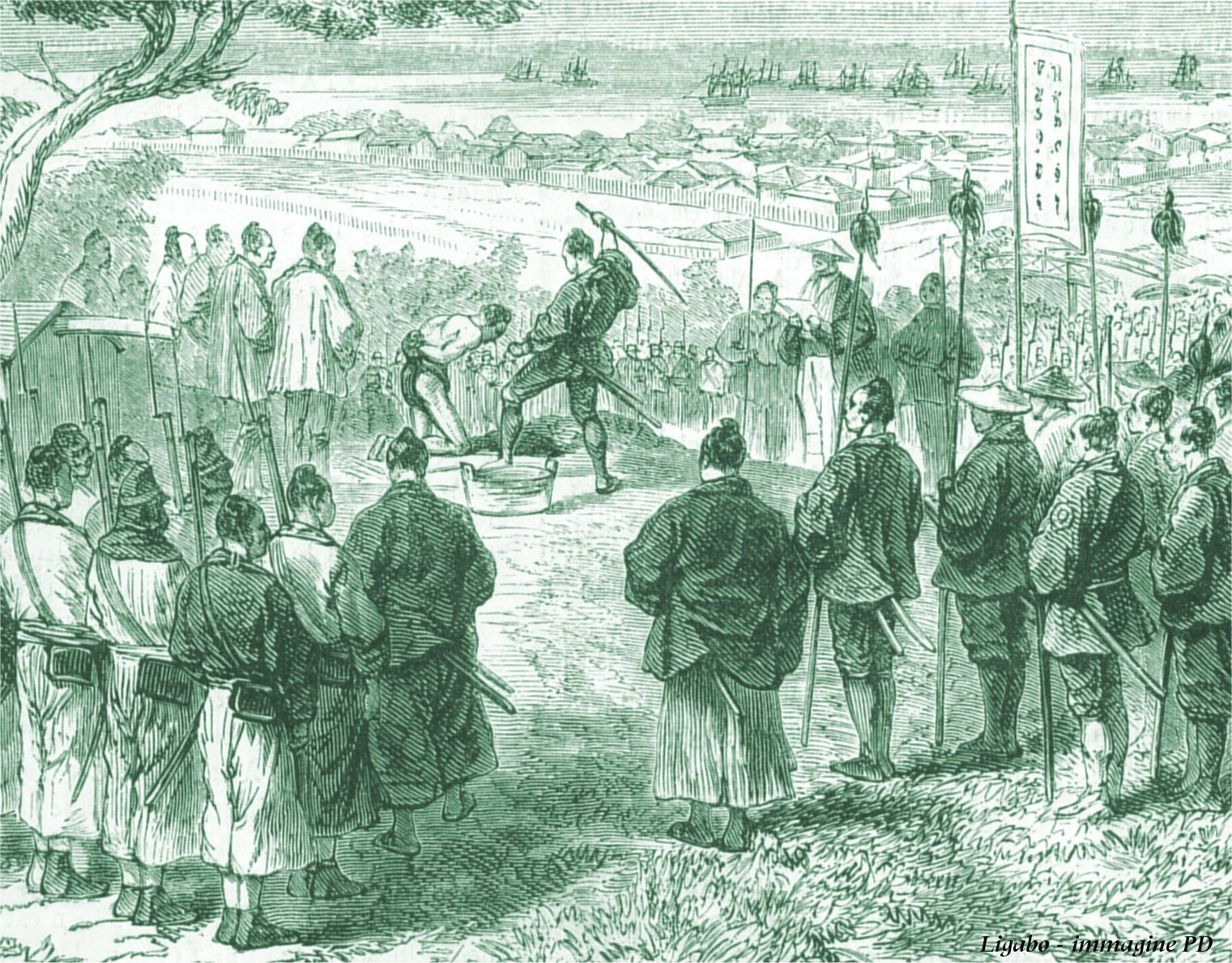
Egy külföldiekre támadó bűnöző lefejezése a Japánban lévő Jokohamában, 1865

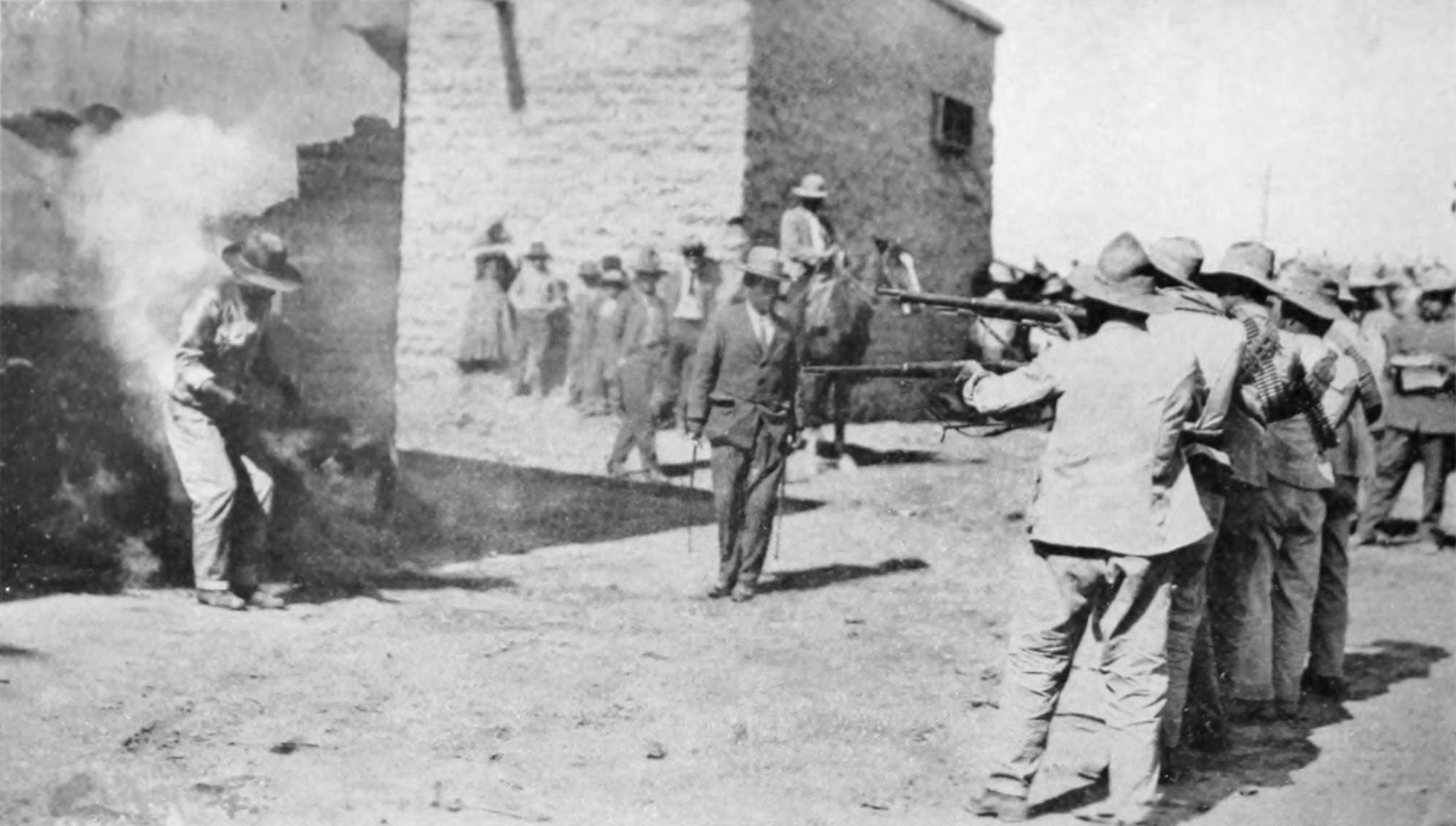
Golyó általi kivégzés Mexikóban 1914-ben

A halálbüntetés a legkorábban kialakult büntetési nem, amelyet a kezdetek óta ismertek és alkalmaztak. Az első kivégzések még emberáldozatoknak tekinthetők, melyeket a túlvilág megbékítése, a felbomlott egyensúly helyreállítása érdekében hajtottak végre. Fontos indok volt még alkalmazásában a közösséget ért sérelem megtorlásának gondolata. Emellett a közösségből való eltávolítás is szerepet játszott: a közösség rendjét jelentősen veszélyeztetőt a táboron kívülre száműzték, s hogy ne tudjon visszatérni, gyakran egy fához kötötték. Ez szorosan kapcsolódott a földet és a fákat övező vallási felfogáshoz. A halálbüntetés harmadik alapja a Hammurapi törvényoszlopán is megtalálható talio-elv: szemet szemért, fogat fogért.

### Ókor

#### Közel-Kelet és Egyiptom
A halálbüntetés első írásos megjelenése Hammurapi törvényoszlopának keletkezési idejére tehető, a Kr. e. XVIII. századra. A babiloni törvények 25 esetben rendelkeztek az elkövető halálra ítéléséről.
Kr. e. XVI. századi egyiptomi forrásban található az első írásos említés a halálbüntetés alkalmazásáról, amelyben egy nemes mágiahasználat miatti öngyilkosságra kényszerítéséről írnak. Egyiptomban elterjedt volt, hogy az elítéltet karóba húzták és hagyták lassan kimúlni a tűző napon.
A hettiták is ismerték a jogintézményt, Telipinusz törvényei tartalmaznak ilyen rendelkezéseket.

#### Távol-Kelet
Kínában a Kr. e. XVI. században, a Sang-dinasztia idején már ismert volt a büntetési forma, amelyet az elkövetkező évszázadokban a Csou- és Csin-dinasztia is alkalmazott. A kínai uralkodók minden időszakban szükségesnek tartották a bűnözés visszaszorítása érdekében.
Az ókori Távol-Keleten a buddhizmus hatására néhány esetben sor került a halálbüntetés ideiglenes megszüntetésére. Néhány buddhista államban, így Asóka király észak-indiai államában megszüntették a halálbüntetést. Kínában, a Tang-dinasztia idején, 747–759 között mindenfajta kivégzést megszüntettek. Azonban egy 759-es felkelés után ismét visszatértek annak alkalmazásához. Japánban 818-ban Szaga császár eltörölte a halálbüntetést, amit egészen 1156-ig nem alkalmaztak újra. Így 338 évig nem hajtottak végre kivégzést az országban.

#### Római Birodalom
Rómában a kezdeti időktől alkalmazták a halálbüntetést, a tizenkét táblás törvények alapján kezdetben emberáldozati jelleggel, így például Ceresnek ajánlották az idegen vetés megsértőjét. A királykorban minden államellenes bűncselekményre halálbüntetést szabtak ki. A büntetés azonban a köztársasági kor végére egyre inkább visszaszorult. A büntetés végrehajtásának számos formája volt ismert, így például a keresztre feszítés, a tengerbe dobás (szülőgyilkosság esetén az elkövetőt egy kutya, egy kakas, egy vipera és egy majom társaságában zsákba varrták előtte), az élve eltemetés, a halálra verés, vagy a karóba húzás.
A Római Birodalomban a principatus idején azonban ha ki is szabták azt római polgárra, helyette száműzetésbe vonulásra hagytak lehetőséget az elítéltnek, azzal a feltétellel, hogy ha visszatér, végrehajtják rajta az ítéletet. Később ez úgy módosult, hogy a halálbüntetés helyett eleve száműzetésre ítélték az illetőt. Ez azonban nem tekinthető a büntetés teljes megszüntetésének, hiszen rabszolgákra és nem római polgárokra továbbra is szabtak ki halálos ítéleteket. A büntetés általános alkalmazását Septimius Severus római császár kezdte újra, akit követően újra széles körben elterjedt kiszabása. A 438-ban kelt Codex Theodosianus már 80 esetben rendelte büntetésként alkalmazni a halálbüntetést. A késő császárkorban az államvallássá váló kereszténység élesen ellenezte a halálbüntetést.

#### Kereszténység
A katolikus egyház kiemelkedő teológusa és szentje, Hippói Ágoston kezdetben azt ajánlotta, hogy „korlátozott szigort” alkalmazzanak az eretnekekkel szemben, kerülve a halálbüntetést. Később már odáig jutott, hogy minden eszközt be kell vetni ellenük, ideértve a kínvallatást és a halálbüntetést is.

### Középkor
A középkorban először a halálbüntetések számának csökkenése felé mutatott a jogfejlődés, ám a római jog recepciójával együtt újra előtérbe került a büntetés, amit széles körben használtak. Ennek alkalmazása és módszere az elítéltek társadalmi osztálya, valamint az elkövetett cselekmény szerint is különbözött. A középkori Európában általában a közrendűeket felakasztották, a nemeseket lefejezték. Minősített, különösen súlyosnak számító esetekben általában lehetőség volt valamelyik minősített, kínzással együtt járó kivégzési módszer alkalmazására.
A világi hatalomra szert tevő katolikus egyház szintén élt a halálbüntetéssel az eretnekekkel szemben. Aquinói Tamás, a másik kiemelkedő katolikus teológus és szent, akinek a filozófiáját az inkvizíció felhasználta, tanította, hogy „Az eretnekség bűn; akik elkövetik, nemcsak azt érdemlik meg, hogy kizárják őket az egyházból, hanem azt is, hogy a halál útján az életből is kizárják őket. Eltorzítani a vallást, amelytől az örök élet függ tanította Tamás sokkal súlyosabb bűncselekmény, mint a pénzhamisítás, mert a pénz az időleges földi élet szükségleteinek kielégítésére szolgál. Következésképpen, ha a pénzhamisítókat ugyanúgy, mint más gonosztevőket, a világi uralkodók igazságosan halállal büntetik, még igazságosabb kivégezni az eretnekeket, mihelyt rájuk bizonyítják az eretnekséget.” 
Bizonyos uralkodók ugyanakkor a büntetés ellen foglaltak állást, mint például I. Vilmos angol király, aki szerint az élet elvételének egyetlen elfogadható módja a háború, és inkább a testcsonkító büntetéseket részesítette előnyben.
A korszak társadalmi folyamatait végigkísérte a tömegesen alkalmazott halálbüntetés. Az V. és XIII. század között számos kivégzést hajtottak végre, elsősorban lefejezéssel vagy akasztással, leginkább az állam- és egyházellenes bűnöket elkövetőkkel szemben. Ismert, hogy 1279-ben Angliában 289 zsidót végeztek ki pénzhamisítás vádja miatt. VIII. Henrik angol király uralkodása idején 72 ezer, I. Erzsébet angol királynő alatt 89 ezer embert végeztek ki. Benedikt Carpzov, XVII. századi német büntetőjogász bírói pályafutása alatt 30 ezer halálos ítéletet szabott ki.

### Újkor
Angliában a XV–XVIII. században a minél szigorúbb büntetések alkalmazásától remélték a bűncselekmények számának visszaszorulását, így idővel a bíróságok mind több esetben szabtak ki halálos ítéletet. Az időszak végére már a kisebb értékű lopásokért is halálbüntetést szabtak ki, ami azonban nem csökkentette, hanem növelte a bűnözés mértékét, mivel sokan inkább feljelentést sem tettek vagy az esküdtszék mentett fel egyértelműen bűnös embereket, nehogy kivégezzék őket. Ennek következtében a bűnözők felbátorodtak, hiszen elfogásuk esetén is számíthattak arra, hogy nem fogják megbüntetni őket. Ebben az időszakban már 222 bűncselekmény miatt is halálbüntetést szabhattak ki. Ezek nagy részét 1823 és 1837 között végrehajtott reformok során törölték el.
A nyugodtabb társadalmi viszonyok beálltával lassan átalakult a közvélekedés a kegyetlen büntetéseket illetően, a reneszánsz, a reformáció és a többi új szellemi irányzat hatására. A felvilágosodás idején több jelentős gondolkodó, filozófus, társadalomtudós is felemelte a szavát a halálbüntetés eltörlése érdekében. Ez összecsengett azzal a törekvésükkel, hogy kritikai felülvizsgálat alá vegyék a korábbi feudális rendszert, és ennek fontos kérdése volt az észszerű igazságszolgáltatás. 1764-ben látott napvilágot Cesare Beccaria olasz író „Bűnökről és büntetésekről” című műve (Dei delitti e delle pene), amelyben amellett érvel, hogy a kínzás és a kivégzés nemcsak erkölcstelen, hanem mérhetetlenül romboló hatású is az egész társadalomra. A művében kifejti, hogy a halálbüntetés igazságosságát és jogosságát nem lehet bizonyítani, a társadalmi szerződés gondolatára alapozva.
Beccaria műve nagy visszhangot váltott ki a maga korában. Nyugat-Európában irodalmi kampány kezdődött a halálbüntetés megszüntetése érdekében. A hatására például I. (Habsburg) Lipót toszkánai nagyherceg (a későbbi II. Lipót császár) a Közép-Itália nagy részére kiterjedő államában, a Toszkánai Nagyhercegségben 1786-ban törvényben szüntette meg a halálbüntetést, és valamennyi kivégzőeszközt megsemmisíttette. A halálbüntetés intézménye a legtöbb országban fennmaradt, azonban alkalmazása jelentősen visszaszorult a XIX. századra.
Franciaországban a francia forradalom után az 1790. évi nemzetgyűlés azt mondta ki, hogy a béke beálltával meg kell szüntetni a halálbüntetést. A forradalom idején minden halálra ítéltet ugyanolyan módon végeztek ki: nyaktilóval lefejezték, amit gyors és fájdalommentes, emberséges eljárásnak neveztek. Az 1791-es büntető törvénykönyv 32 esetre korlátozta a büntetés kiszabhatóságát, az 1810-es Code Pénal ezt jelentősen kiterjesztette a politikai bűncselekményekre is. 1832-ben ismét csökkentették ezek számát, 1848-ban megszüntették a politikai cselekményekre. Toscanában a francia forradalom idején visszaállították a halálbüntetést és 1895-ben törölték el ismét, ekkor már az egységes Olaszországban. Németországban az 1848-as forradalom idején vetődött fel a halálbüntetés kiiktatása a jogrendből. Az 1871-es birodalmi büntető törvénykönyv vitáján 118:81 arányban az eltörlése mellett volt az eltörlés pártján a birodalmi gyűlés, és Otto von Bismarck csak nagy erőfeszítések árán tudta elfogadtatni a büntetés felvételét.
A Román Királyság 1865-ben, Portugália 1867-ben, Hollandia 1870-ben döntött a halálbüntetés eltörlése mellett. Ezek alapján megállapítható, hogy Európában folyamatosan visszaszorulóban volt a halálbüntetés. Ez lassú folyamat eredménye volt, szemben a büntetést ellenzők által követelt teljes és azonnali megszüntetéssel. A francia forradalom után a politikai és államellenes bűncselekmények vonatkozásában szüntették meg alkalmazását, és elvetették azt a vagyon elleni bűncselekmények esetén is. Így alkalmazására tulajdonképpen csak emberölés esetén került sor.

### Modern kor

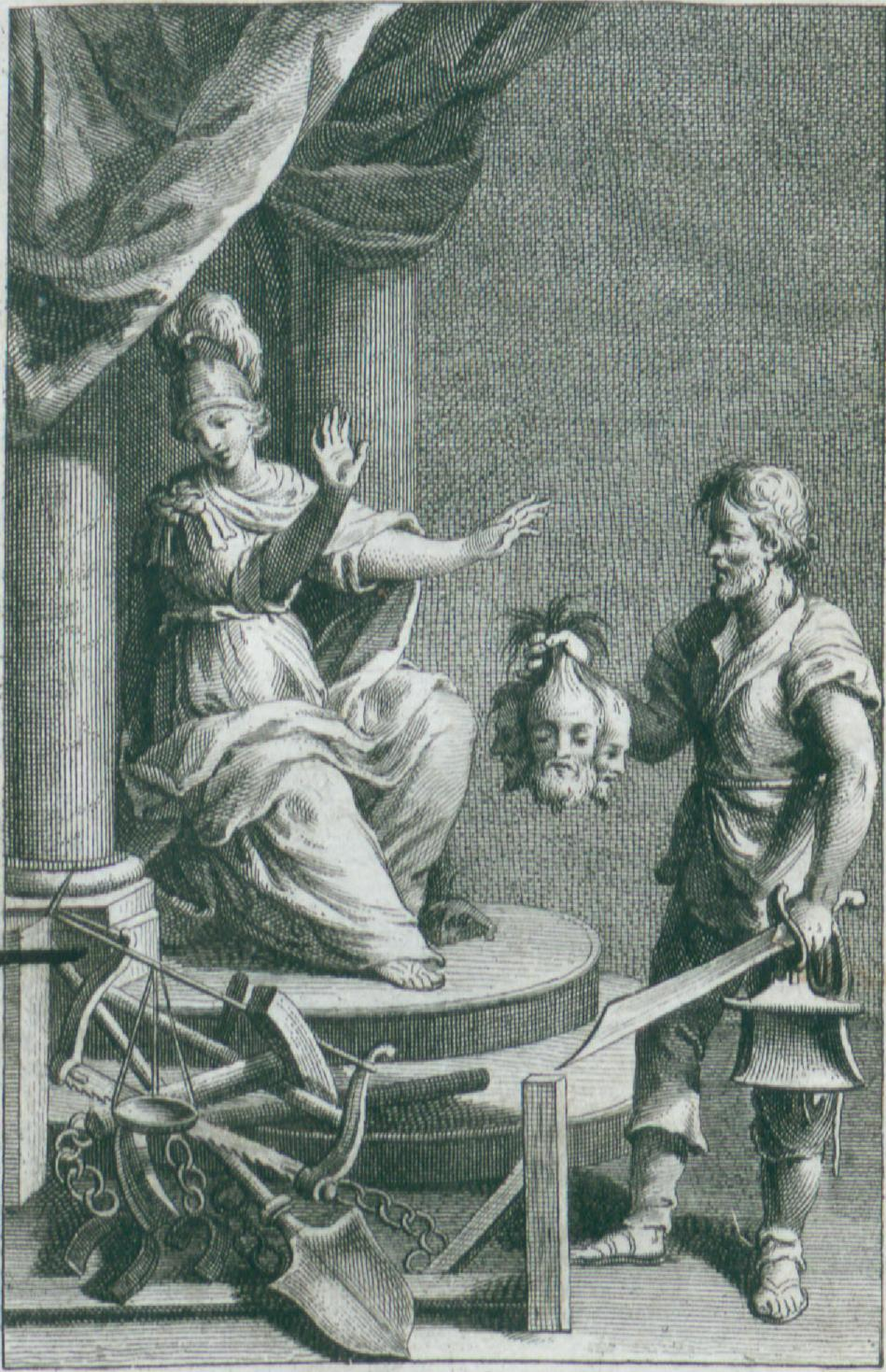
Illusztráció Cesare Beccaria: Dei delitti e delle pene c. művéhez

Az abolicionista folyamatot az 1914-ben kitört első világháború fordította meg. A háború, az ezt követő forradalmi hullám és ellenforradalmak, majd létrejövő diktatúrák mind alkalmazták a halálbüntetés eszközét. A háborút megelőző Németországban 1897 és 1914 között 69 halálos ítélet született, és a tendencia a weimari köztársaság idején is folytatódott. A nemzetiszocialista hatalomátvétel után gyökeres változás következett be, amikor számos jogszabállyal növelték folyamatosan a halálbüntetéssel fenyegetett bűncselekmények számát. 1933-ban 33, 1939-ben 219 legális kivégzést hajtottak végre, aminek a teljes számát a nemzetiszocialista időszak alatt 16 500-ra becsülik a polgári bíróságokon. Hasonló folyamat következett be Olaszországban és Ausztriában, valamint a Szovjetunióban, ahol szintén nagyszámú halálos ítélet született.
A második világháborút követően indult ismét erősödésnek az abolicionizmus. A háború után létrehozott ENSZ is állást foglalt a kialakuló vitában, és a Szovjetunió határozat-tervezetet nyújtott be a halálbüntetés eltörlésére. Az elfogadott deklaráció azonban csak általános szintű ajánlásokat tartalmazott. 1949-ben kezdve először az NSZK, majd számos más demokratikus ország az alkotmányában is rögzítette a halálbüntetés eltörlését. Olaszország 1947-ben, Ausztria 1950-ben, Nagy-Britannia 1965-ben törölte el a büntetést. Utóbbi országban több esetben is megkísérelték visszaállítani azt: 1973-ban, 1979-ben és 1983-ban, de a parlament nem fogadta el a javaslatokat.
Az Amerikai Egyesült Államok több állama is kísérletezett a halálbüntetés kivezetésével a jogrendből, elsőként Michigan 1846. május 16-án. A folyamat azonban időnként megfordult a bűnözési ráta emelkedése nyomán, például az 1930-as években, amikor újra visszavezették a büntetést több államban. Az Amerikai Egyesült Államok Legfelsőbb Bíróságának a Furman v. Georgia ügyben 1972. június 29-én hozott ítéletében alkotmányellenesnek nyilvánította a tagállamok halálbüntetésre vonatkozó törvényeit a Bill of Rights 8. alkotmánykiegészítése alapján, amely a „szokatlan és kegyetlen büntetések”-et tiltotta meg, valamint a 14. alkotmánykiegészítés alapján, ami a megfelelő eljárás kötelezettségét írja elő. A kilenc legfelsőbb bíró közül négy szavazott az akkori gyakorlat mellett, ám az öt ellenző közül is csupán ketten tartották azt minden körülmények között alkotmányellenesnek. 1976-ban bizonyos alkotmányos garanciák beépítése után a bíróság megváltoztatta döntését és ismét alkotmányosnak minősítette a halálbüntetés alkalmazását.
Európában folytatódó tendencia volt a halálbüntetés megszüntetése a XX. század második felében. Portugáliában és Spanyolországban a diktatúra bukása után, 1977-ben és 1978-ban került erre sor, Norvégiában és Luxemburgban 1979-ben, Franciaországban a szocialisták győzelme után, 1981-ben, Cipruson 1983-ban, a Német Demokratikus Köztársaságban 1987-ben. A rendszerváltást és a keleti blokk diktatúráinak összeomlását követően ezekben az országokban is megszűnt a halálbüntetés a jogrendszer része lenni és mára Európában csak Fehéroroszországban szabnak ki és hajtanak végre halálos ítéleteket.
Kínában a népköztársaság 1949-es kikiáltását követően három nagy időszakot lehet megkülönböztetni. Az első 1949–1983 közé tehető, amikor a téves halálra ítélések kiküszöbölése érdekében alacsonyan tartották a kivégzések számát, amelyet főleg erőszakos és politikai bűncselekmények esetén szabtak ki. Ugyanakkor ebben az időszakban gyakran éltek jogon kívüli eszközökkel a politikai ellenfelektől való megszabadulás érdekében. Az 1983–2006 közötti időszakban a fő irányvonal a bűnözés letörése volt, így számos esetben éltek alkalmazásával, kiterjesztették azt többek között gazdasági és közbiztonság elleni bűncselekményekre is. Az újabb enyhülési folyamat 2006 után következett be, amely során ugyan nem törölték el a jogintézményt, de ismételten a visszafogott alkalmazása mellett döntöttek.
Bár a nemzetközi jog általánosan ma sem tiltja a halálbüntetés alkalmazását, több olyan, elsősorban Európa-központú nemzetközi egyezmény is született, amely tiltja a halálbüntetést, például a polgári és politikai jogok nemzetközi egyezségokmányának (International Covenant on Civil and Political Rights) 2. fakultatív jegyzőkönyve, és az emberi jogok európai egyezményének (European Convention on Human Rights) 6. kiegészítő jegyzőkönyve. Ezeknek a szerződéseknek a betartása csak az azt ratifikáló országokra nézve kötelező. Az Európai Unió, illetve a hozzá csatolt nemzetközi intézmények között több is a csatlakozás egyik feltételeként jelöli meg a halálbüntetés felszámolását, mint például az Európa Tanács.

## A halálbüntetés napjainkban

A legtöbb halálbüntetést végrehajtó hat ország 2006-ban: Kína, Irán, Pakisztán, Irak, Szudán, USA

A mai demokratikus országok közül csak az USA (államainak többsége) és Japán az, ahol a halálbüntetés intézményesítve van, bár azt csak a legsúlyosabb életellenes bűncselekmények büntetéseként alkalmazzák. Utóbbiban a halálraítéltekkel csak pár órával előre közlik a végrehajtás pontos idejét, gyakran éveket töltenek el a halálsoron így. Ez és tartásuk körülményei több nemzetközi kritikára adtak okot. Ma a világ 74 országában engedi meg a törvény a halálbüntetést (az említett országokon kívül Afrika, a Közel-Kelet, Ázsia és a Karib-térség egyes államaiban). A legtöbb országban azonban csak gyilkosság, illetve háborús bűncselekmény miatt szabják ki. Néhány országban ezenkívül a kábítószerrel való kereskedelmet is halállal büntetik (Kína, Indonézia, Malajzia, Szaúd-Arábia, Irán, Szingapúr, Vietnám, Banglades, Kuvait, Brunei, Thaiföld, Laosz, és Észak-Korea). Oroszországban 1999 óta moratórium van a kiszabott halálbüntetések végrehajtására. Az egyetlen európai ország, ahol még alkalmazható a halálbüntetés és kivégzéseket továbbra is hajtanak végre, az Fehéroroszország.
Több diktatórikus berendezkedésű országban még ma is hajtanak végre kivégzéseket politikai okokból. Az Amnesty International jelentése szerint 2004-ben 25 országban alkalmaztak halálbüntetést, összesen 3797 esetben. A kivégzések 90%-ára Kínában került sor (összesen kb. 3400 személy). Kínában 1990 és 2001 között legalább 20 000 embert végeztek ki, részben politikai okokból. A szervezet jelentése szerint 2011-ben 21 országban hajtottak végre halálos ítéleteket, ezek között akad olyan – mint például Kína – ahol nem tesznek közzé ezzel kapcsolatos információkat. 2012 elején világszerte 18 750 halálraítélt élt.
Nőket ma is ritkán végeznek ki. Az Egyesült Államokban csak a legsúlyosabb gyilkosságokért (pl. gyerek- vagy rablógyilkosság, kínzás stb.) ítélnek halálra nőket, s legtöbbször később életfogytiglani börtönre változtatják az ítéletet. A halálbüntetés 1976-os visszaállítása óta mindössze 18 nőt végeztek ki az USA-ban, ebből hatot Texas államban.
Kivégzések száma 2022-ben:

| Ország       | Kivégzettek száma |
| ------------ | ----------------- |
| Irán         | 596               |
| Szaúd-Arábia | 146               |
| Szomália     | 19                |
| USA          | 18                |
| Egyiptom     | 13                |
| Szingapúr    | 11                |
| Kuvait       | 7                 |
| Palesztina   | 5                 |
| Banglades    | 4                 |
| Irak         | 4                 |
| Mianmar      | 4                 |
| Dél-Szudán   | 2                 |
| Jordánia     | 1                 |
| Japán        | 1                 |
| Szíria       | 1                 |
| Jemen        | 1                 |
| Kína         | Ismeretlen        |
| Vietnám      | Ismeretlen        |

## Magyarországon

### Története

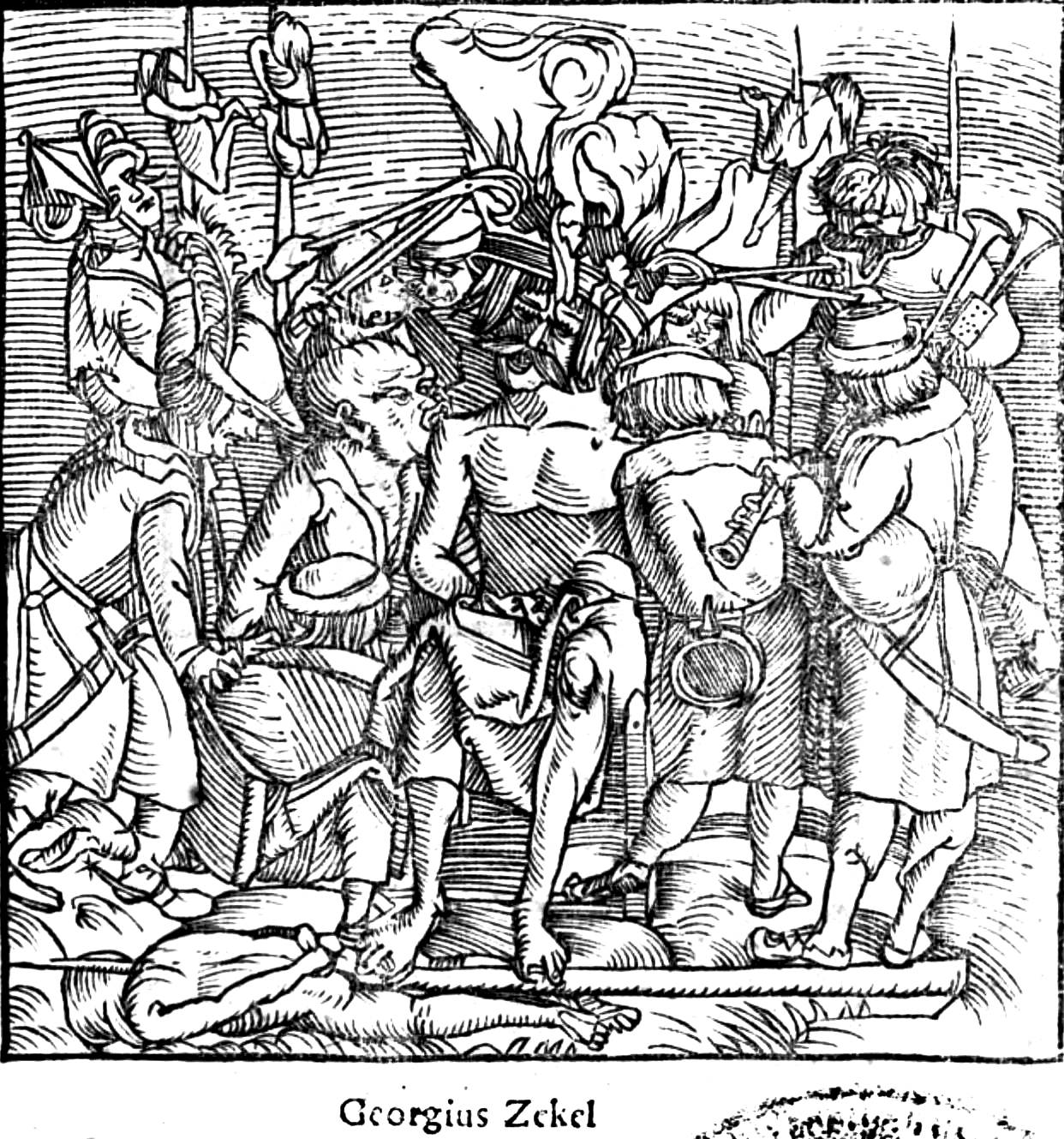
Dózsa György parasztvezér kivégzésének korabeli ábrázolása

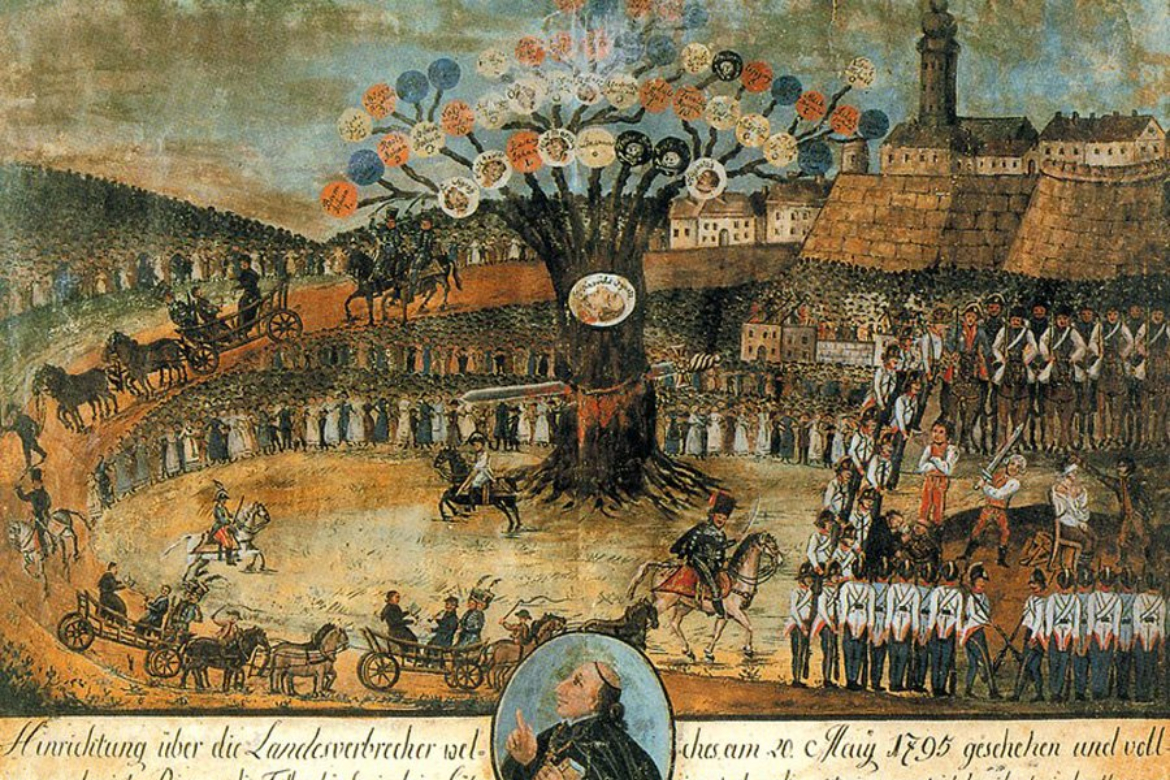
Martinovics Ignác és összeesküvőtársainak kivégzése a Vérmezőn 1795-ben

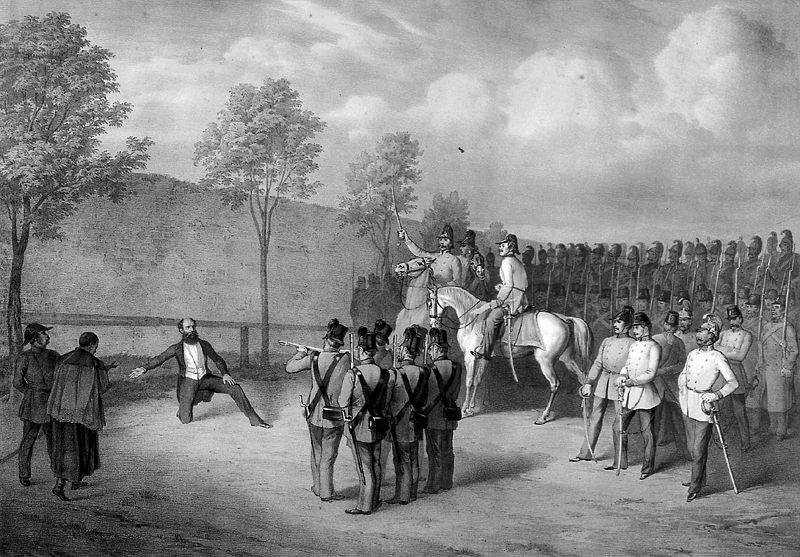
Batthyány Lajos volt magyar miniszterelnök kivégzése az Újépület udvarán

Magyarországon – mint Európa más országaiban – kezdettől fogva általános volt a halálbüntetés alkalmazása az igazságszolgáltatásban. Szent István törvényei az emberölést és a rágalmazást, Szent László a lopást, Hunyadi Mátyás az egyházak megszentségtelenítését és a nemesi kúriák fosztogatását, idegen pénzek behozatalát és elfogadását (1525-től), a rablást (1545-től) stb. rendelték halállal büntetni. Werbőczy István Tripartitumában azt írja, hogy halállal („főbenjáró ítélettel”) kell büntetni a tolvajokat, rablókat, haramiákat, fosztogatókat, gyilkosokat, a nemeseket megsebesítőket vagy megverőket stb. Sárváry Jakab reformkori író szerint a feudális büntetőjog 180 bűncselekményt sújtott halálbüntetéssel. A tömeges alkalmazás sem volt ritka, mint például az 1514-es Dózsa György-féle parasztfelkelés megtorlásánál.
Ebben a korszakban alakultak ki az egyszerű és minősített kivégzési módok: előbbibe tartozott a lefejezés, az akasztás, a vízbefojtás és a zsákba kötés, utóbbiba a kerékbe törés, az élve megégetés és a karóba húzás. A kivégzéseket általában ünnepnapokon hajtották végre, így igyekezve biztosítani a minél több nézőt. A cél ezzel a minél nagyobb elrettentés volt, ugyanakkor a kivégzések szórakozást is jelentettek a jelenlévőknek.
Az Osztrák Birodalomban először Mária Terézia tiltotta meg rendeletben a kínzás alkalmazását és igyekezett visszaszorítani a halálbüntetés alkalmazását. II. József császár részben Joseph Sonnenfels tanításainak hatására 1787-ben a civil ügyekben a hajóvontatást állította a halálbüntetés helyébe legsúlyosabb büntetésként, viszont a katonai bíráskodásban megmaradt a halálbüntetés intézménye. 1795-ben azonban visszaállították a halálbüntetést. A humanizmus mellett az értékes munkaerő megőrzése is fontos szerepet játszott a halálbüntetés alkalmazásának visszaszorulásában. Az ilyen ítéletek végrehajtására a 18. században leginkább csak olyan elítélteken került sor, akik idegennek számítottak az adott vidéken, mivel utánuk nem maradtak hátra hozzátartozók.
I. Ferenc magyar király 1814. május 15-én kelt leiratában tiltotta meg a halálbüntetés végrehajtása előtt testcsonkító büntetések és kínzás alkalmazását, és elrendelte, hogy a kivégzéseket pallos vagy kötél által hajtsák végre. Ugyanakkor a kínzások ezt megelőzően is csak megtűrtek voltak, a nemesekkel szembeni alkalmazásukat pedig egyenesen tiltották. A korábbi gyakorlat azonban sok helyen folytatódott, így például 1827-ben is hajtottak végre kerékbetörést.
A halálbüntetés első jelentős magyarországi kritikusa Szemere Bertalan, aki 1841-es Akadémiai-díjas pályamunkájában anakronizmusnak nevezte és helyette „az örökfogságot” javasolta. Az 1843-as büntetőtörvénykönyv-javaslat mellőzte a halálbüntetést, mint büntetési nemet, de a főrendiház konzervatív tagjai miatt nem került elfogadásra. Az első modern magyar büntetőtörvénykönyv, az 1878-as Csemegi-kódex szűk körre korlátozta a halálbüntetést (a király személye elleni felségsértés és a gyilkosság bűntette), hatályba lépése után a bíróságok alig alkalmazták, sőt 1895 és 1900 között egyáltalán nem. Ebben az évtizedben alig volt kivégzés, a halálra ítéltek jórészt kegyelmet kaptak. A kivégzés is jelentősen megváltozott, hiszen azt már zárt helyen, szűk körben hajtották végre – a nyaktiló bevezetésének eredménytelensége miatt – akasztással. A végrehajtást 1880-ban kelt első miniszteri rendelet szabályozta.
A Csemegi-kódex elfogadása és 1914 között eltelt években összesen 38 halálos ítéletet hajtottak végre. Bár ez alapján lassan elérkezettnek tűnt az idő a halálbüntetés teljes megszüntetésére, az első világháború kitörése ellenkező folyamatot indított el. Egyre több cselekményt fenyegettek ezzel a büntetéssel, így például 1915-től halállal büntethetők lettek a hadviselés érdekei elleni visszaélések legsúlyosabb esetei és a kiszabott büntetések száma a háborút követően is emelkedett a forradalmak időszaka alatt. Az 1921. évi III. törvénycikk államellenes és forradalmi cselekményben való részvételért is halálbüntetés alkalmazását tette lehetővé. 1923 és 1941 közt kevéssé alkalmazták, a kiszabott halálbüntetések éves átlaga a kettőt sem érte el, némelyik évben pedig egyáltalán nem szabták ki. 1931-ben Matuska Szilveszter felrobbantotta a biatorbágyi viaduktot. A merénylet után hat nappal az igazságügy-miniszter rendeleti úton terjesztette ki a halálbüntetés alkalmazhatóságát egy sor cselekményre. Bár Matuskát nem lehetett kivégezni, az új jogszabály nyomán több halálos ítéletet végre is hajtottak.
1945 után alkalmazásának lehetőségét messze kiterjesztették és politikai, gazdasági, sőt tulajdon elleni bűncselekményekre is kiszabták. A népbíróságok kiemelkedően nagyszámú halálos ítéletet hoztak: működésük során 477 emberre szabták ki, ebből 189-et hajtottak végre. A Csemegi-kódex általános részét felváltó 1950. évi II. törvényben már általános büntetési nemként jelent meg a halálbüntetés. Különösen sok ilyen ítélet született a koncepciós perekben és az 1956-os forradalmat követő megtorlás során: 1956 és 1961 között 277 embert végeztek ki. Közülük sokakat köztörvényesként ítélték el. Az 1961-es büntető törvénykönyvben 28 rendelkezés adott módot a halálbüntetésre, köztük 12 katonai bűntett. A szabályozás 1971-ben (28. sz. tvr.) és 1978-ban (Btk.) módosult. Az 1945 és 1988 között eltelt 43 évben több mint 1200 embert végeztek ki, 90%-ukat 1961 előtt.

### Eltörlése
Az eltörlését megelőző negyed évszázadban a halálbüntetés alkalmazása jelentősen csökkent: az 1963 és 1988 közötti 25 évben 102 jogerős ítéletet hajtottak végre. Az 1960-as években éves átlagban kilenc embert végeztek ki (az első két évben még tartottak az 56-os kivégzések, ekkor 32 embert végeztek ki, 1962-ben már csak kilencet 1963-ban csak egyet, utána 47-et, évente 5–11 embert), az 1970-es években évente 1–6 embert, összesen 30-at. 1980 és 1988 között 26 embert, évente 0-5 halálbüntetést hajtottak végre. Az utolsó húsz évben évente átlagosan háromszor szabtak ki halálbüntetést, ezeket az emberölés minősített eseteire szabták ki és az utolsó esetek kivételével a kiszabott büntetéseket végre is hajtották. Az utolsó kivégzésre 1988. július 14-én került sor. Az utolsó kivégzett Vadász Ernő volt, aki egy férfit brutálisan megkínzott és megölt.
Magyarországon a halálbüntetést 1990-ben törölték el, miután az Alkotmánybíróság 23/1990. (X. 31.) AB határozatában alkotmányellenesnek nyilvánította azt, az Alkotmány 8. és 54. § alapján. Előbbi második bekezdése kimondta, hogy alapvető jog lényeges tartalma nem korlátozható. Utóbbi szerint mindenkinek veleszületett joga van az élethez és az emberi méltósághoz. A halálbüntetés pedig nemcsak, hogy korlátozza, de teljesen meg is semmisíti ezeket a jogokat, így jelenleg alkotmányellenes az alkalmazása. A még korábban kiszabott, de végre nem hajtott halálbüntetés a köztársasági elnök kegyelmével életfogytiglani büntetésre változott.

### Vita a visszaállításáról
A halálbüntetés eltörlése Magyarországon sem volt vitáktól mentes, melyek a mai napig tartanak. A halálbüntetést ellenző abolicionistákkal szemben az utilitarista felfogást támogatók úgy gondolják, a halálbüntetés nagyobb visszatartó erőt jelent a bűnözésnél. Gyakran indokolják ezt egyes különösen kegyetlen, óriási társadalmi felzúdulást kiváltó bűncselekményekkel. 1998-ban Tóth Tamás sárszentmihályi polgármester kezdett aláírásgyűjtésbe a halálbüntetés visszaállításáért, amit több tízezren támogattak. A különösen erőszakos bűncselekmények, mint a móri mészárlás, a 11 esztendős Szita Bence meggyilkolása, illetve az olaszliszkai lincselés, a veszprémi késelés (Cozma-gyilkosság) a Bándy Kata-gyilkosság, a kaposvári trafikos gyilkosság, a sólyi gyermekgyilkosság, vagy az újbudai rendőrgyilkosság miatt is követelik széles körben a halálbüntetés visszaállítását. Nagyban hozzájárult ezen vélemények kialakulásához az elkövetők néha rendkívül primitív magatartása és gátlástalan, öncélú hozzáállása, főleg az olaszliszkai eset során.
A magyarországi politikai pártok közül a Mi Hazánk Mozgalom áll ki egyöntetűen a halálbüntetés visszaállítása mellett, de Orbán Viktor is első miniszterelnöksége alatt a móri mészárlást követően felvetette, hogy megfontolandó a halálbüntetés visszaállítása. 2014-ben a Fideszes Lázár János állt ki a halálbüntetés mellett, majd 2015-ben Orbán Viktor a kaposvári trafikos gyilkosság kapcsán úgy fogalmazott, a halálbüntetés kérdését „napirenden kell tartani”. Az Európai Parlament június 10-én állást foglalt a kérdésben, és elítélte Orbán szavait, megállapítva, hogy a halálbüntetés visszaállítása ellentétes az EU szerződéseivel és az Európai Unió Alapjogi Chartájával. Orbán már ezt megelőzően, Helmut Kohl volt német kancellár 85. születésnapja alkalmából tartott konferencián kijelentette, hogy a halálbüntetés nem vezethető be újra.

## A halálbüntetéssel kapcsolatos viták

### A halálbüntetést támogatók (utilitaristák) érvei
A halálbüntetést szükségesnek tartók szerint a halálbüntetésnek elrettentő hatása van. Erkölcsi okokból a legfontosabb érvük, hogy a halálbüntetés eltörlése a gyilkos életét felértékeli az áldozathoz képest; gyakorlati szempontból pedig, hogy költséges az életfogytig tartó büntetés (ami ráadásul valójában sokszor nem is tart életfogytig), a tényleges életfogytiglanra ítélt bűnözőknek pedig nincs vesztenivalójuk, így semmitől sem riadnak vissza, ezáltal veszélyt jelentenek rabtársaikra és az őrökre, sőt egy esetleges sikeres szökés révén az egész társadalomra.
A Pepperdine Egyetem két professzorának kutatása szerint az elmúlt 26 év egyesült államokbeli tapasztalatai alapján a gyilkosságok aránya a kivégzések számával ellentétes tendenciát mutat, és minden kivégzés 74-gyel csökkenti a gyilkosságok számát a rákövetkező évben.
A halálbüntetést támogatói leginkább gyilkosságért tartják elfogadhatónak, ritkábban más, különösen súlyosnak számító bűncselekményekért is (nemi erőszak, kábítószer-kereskedelem). A vallási törvények alapján kiszabott halálos ítéletekkel a támogatók közül is kevesen értenek egyet.

### A halálbüntetést ellenzők (abolicionisták) érvei
A halálbüntetést ellenzők egyik legfontosabb érve, hogy a halálbüntetés végleg elveszi a lehetőségét, hogy egy ártatlanul elítélt személy számára igazságot lehessen szolgáltatni. Ezenkívül a halálbüntetésnek szerintük nincs valós elrettentő hatása, valamint egyesek szerint antihumánus. Már Beccaria is felhívja a figyelmet arra, hogy nem a büntetés súlyosságának vagy kegyetlenségének van elrettentő hatása, hanem a büntetés elkerülhetetlenségének és a minél gyorsabb eljárásnak, tehát ha a lehető legkisebb idő telik el a bűntett és a büntetés között. Ha ezek a feltételek teljesülnek, akkor kisebb mértékű büntetés is célravezető lehet.
A halálbüntetést alapvetően ellenző személyek leginkább népirtás vagy különös kegyetlenség esetén hajlandóak kivételt tenni.

## A vallások és a halálbüntetés

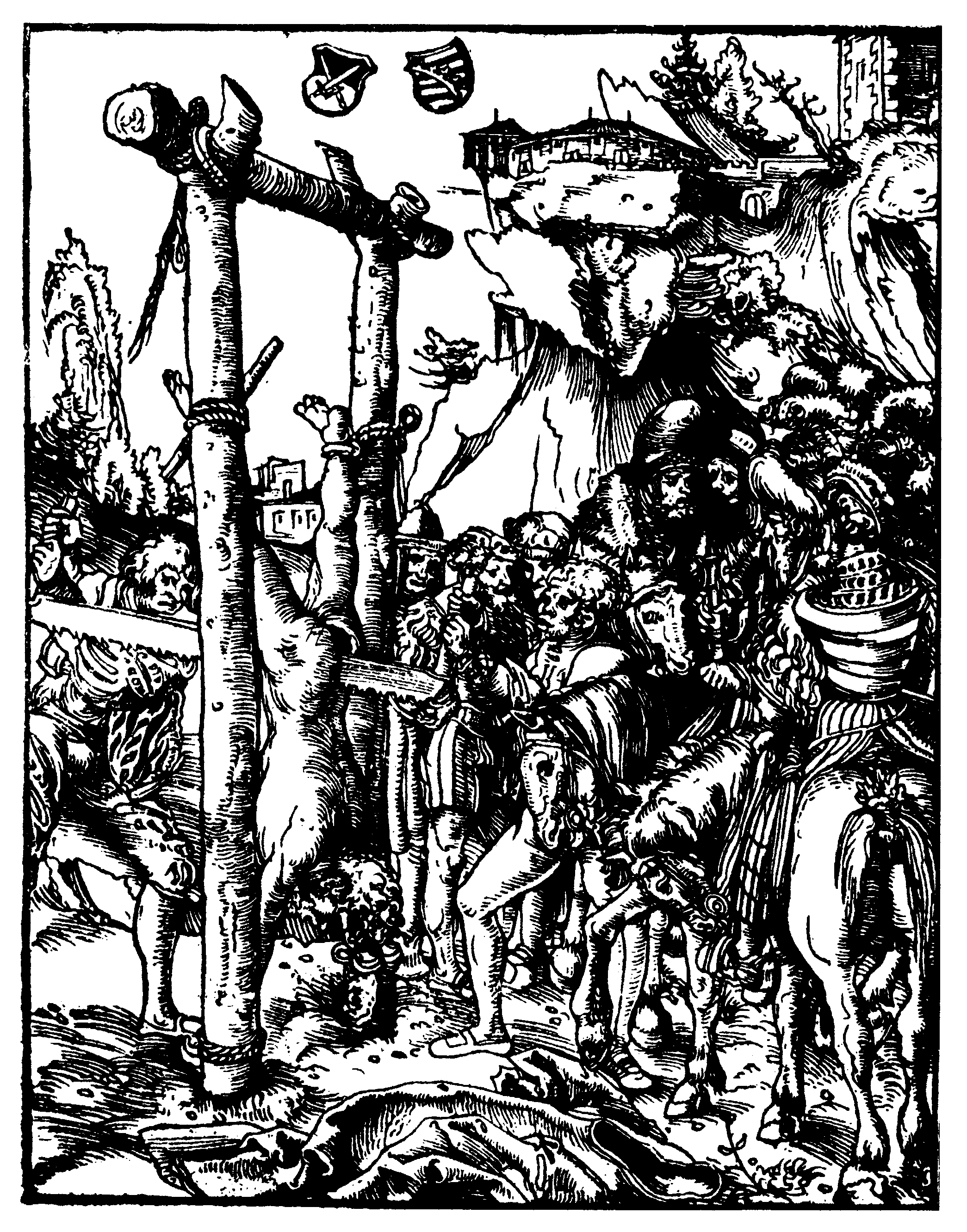
Id. Lucas Cranach: Simon apostol kettéfűrészelése

### Halálbüntetés a Bibliában
A Biblia két fő részében, az Ószövetségben és az Újszövetségben a halálbüntetés megítélése eltérő. A halálbüntetés szempontjából mindkét testamentum meghatározó eleme a tízparancsolat – rendszerint használatos magyar fordításban – „Ne ölj” parancsolata. Eszerint úgy tűnhet, hogy már az Ótestamentum tiltja a halálbüntetést. Valójában a héber רצח kifejezés fordítása és értelmezése bonyolultabb. Ugyanis fordítható „öl” szóként, de elsősorban inkább a „gyilkol” kifejezést jelenti. A két kifejezés viszont eltérő értelmezést tesz lehetővé. A (polgár)háborús védekezés, vagy állami halálbüntetés nem tartozott a gyilkosságok közé, így e parancsolat, ebben az értelmezésben nem vonatkozott ezekre az esetekre. Mózes könyveiben számos alkalommal végeztek ki olyanokat, akik a mai közmegítélés szerint csekély büntetőjogi jelentőségű vétket követtek el (káromkodás, házasságtörés). A zsidók ellenségeinek pedig többnyire akasztás a sorsa, nemritkán egész családjukra ez vár (Hámán). Egyes, mai kultúránkkal ellentétes tetteket, amik a korban szokásosak voltak, a Tóra tiltott meg először: tilos volt a kivégzett holttestének meggyalázása, még aznap le kellett venni a kötélről és kellett temetni. Szintén tilos volt a bűnért az elítélt rokonait halállal büntetni.
Az Újszövetségben Jézus szeretetre és megbocsátásra épülő tanítása azonban kiterjeszti a tiltást az emberélet kioltásának minden formájára, így az intézményesített halálbüntetésre is. Amikor Jézust konfrontációra kényszerítik egy házasságtörő asszony ítéletének végrehajtásával, amire Mózes törvényei szerint a halálra kövezés vonatkozik, akkor az ítélkezés etikai paradoxonával felel („Aki közületek nem bűnös, az vesse rá először a követ”). Habár értelmezési és fordítási nehézségek során vannak olyan részek, amik félreértelmezésre adhatnak okot Jézus halálbüntetéshez viszonyuló magatartásában, mégis Pál apostol levele a Rómabeliekhez (12,19) egyértelműen fogalmaz az Újtestamentumban: „...Enyém a bosszú, én majd megfizetek – mondja az Úr. Sőt, ha ellenséged éhezik, adj neki enni, ha szomjazik, adj neki inni..”

### A kereszténység nézetei

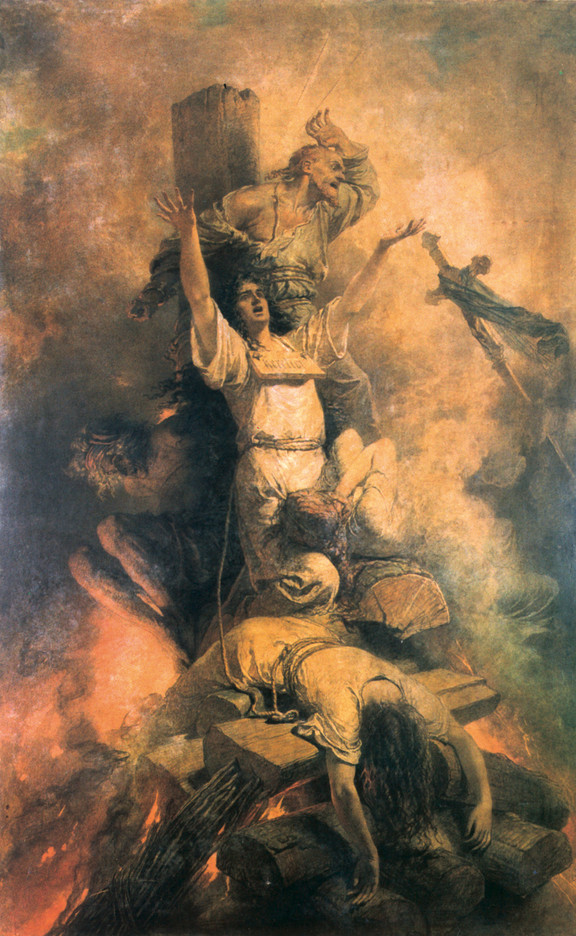
Zichy Mihály 1868-ban festette a spanyol inkvizíció borzalmait megelevenítő Autodafé című festményét

#### Katolikus álláspont
A katolikus egyház megszilárdulása és állami szerepének megerősödése után a halálbüntetés kérdésében, a jézusi tanítással szembe menve, lényegében az ótestamentumi tízparancsolat értelmezést gyakorolta évszázadokig. Nemcsak tűrte, hanem az inkvizíciós időszakokban maga is részt vett a halálbüntetések kiszabásának folyamatában, így akár az azt megelőző kínzásokban is. Az egyház az eretnek ügyek vizsgálatakor alkalmazott kínvallatást igyekezett szabályozni, aminek értelmében csak egyszer volt alkalmazható és nem tarthatott félóránál tovább, ám a vallatók ezt az előírást több vádpont külön vizsgálatával, így vádpontonkénti fél óra kínzás alkalmazásával gyakran megkerülték.
Ma már viszont a katolikus egyház következetes elvet vall az emberi élet szentségében. Így nem csupán az abortuszt és az eutanáziát veti el, hanem a halálbüntetést is. Ezt mutatja Ferenc pápa 2015. március 20-án kelt nyilatkozata, amelyben reményét fejezte ki aziránt, hogy az összes ország törvényei közül törlik ezt a büntetési nemet. Ugyanakkor akad olyan is, aki szerint a pápa véleménye nincs összhangban az egyház tanításával és a katekizmussal.
A 2013-ban megjelent ifjúsági katekizmus például így fogalmaz: „…a halálbüntetés alkalmazása minden tekintetben elfogadhatatlan és jogtalan büntetés. A bűnös életének elvétele szélsőséges intézkedés, és ehhez az államnak csak »abszolút szükségesség esetén« szabad fordulnia. Ilyen szükségesség áll fenn, ha a társadalmat nem lehet másképpen megvédeni, csak a bűnös megbüntetésével. Az ilyen esetek azonban II. János Pál szerint »nagyon ritkák, ha egyáltalán léteznek« ilyenek.”
A múlt eseményeihez való viszonyulást hivatalosan II. János Pál bocsánatkérése deklarálja, ami szerint „nem keresztényi” eszközök voltak az inkvizíció módszerei. Azonban az egyházon belül nem ennyire egységes a vélemény a múlt megítélésén. Jelenleg is vannak olyan nézetek, amelyek szerint az egyház középkori viselkedése „csupán” a kor szellemének felelt meg. Michael Hesemann pedig a máglyahalálra ítélt Giordano Brunoval kapcsolatban fejti ki azon nézetét, miszerint „...Azért ítélték el, mert túlbecsülte magát, mert azt hitte, kedvére játszadozhat az egyháziakkal és diktálhatja a törvényeket...”
2018. augusztus 2-i hatállyal Ferenc pápa módosította a Katolikus Egyház tanítását a halálbüntetéssel kapcsolatban, és az evangéliummal összeegyeztethetetlennek tartja azt.
„Az Egyház az evangélium fényénél tanítja, hogy »a halálbüntetés elfogadhatatlan, mert megtámadja az emberi személy sérthetetlenségét és méltóságát«, továbbá határozottan elköteleződik annak eltörlése mellett az egész világon.”

### A zsidó vallás nézetei

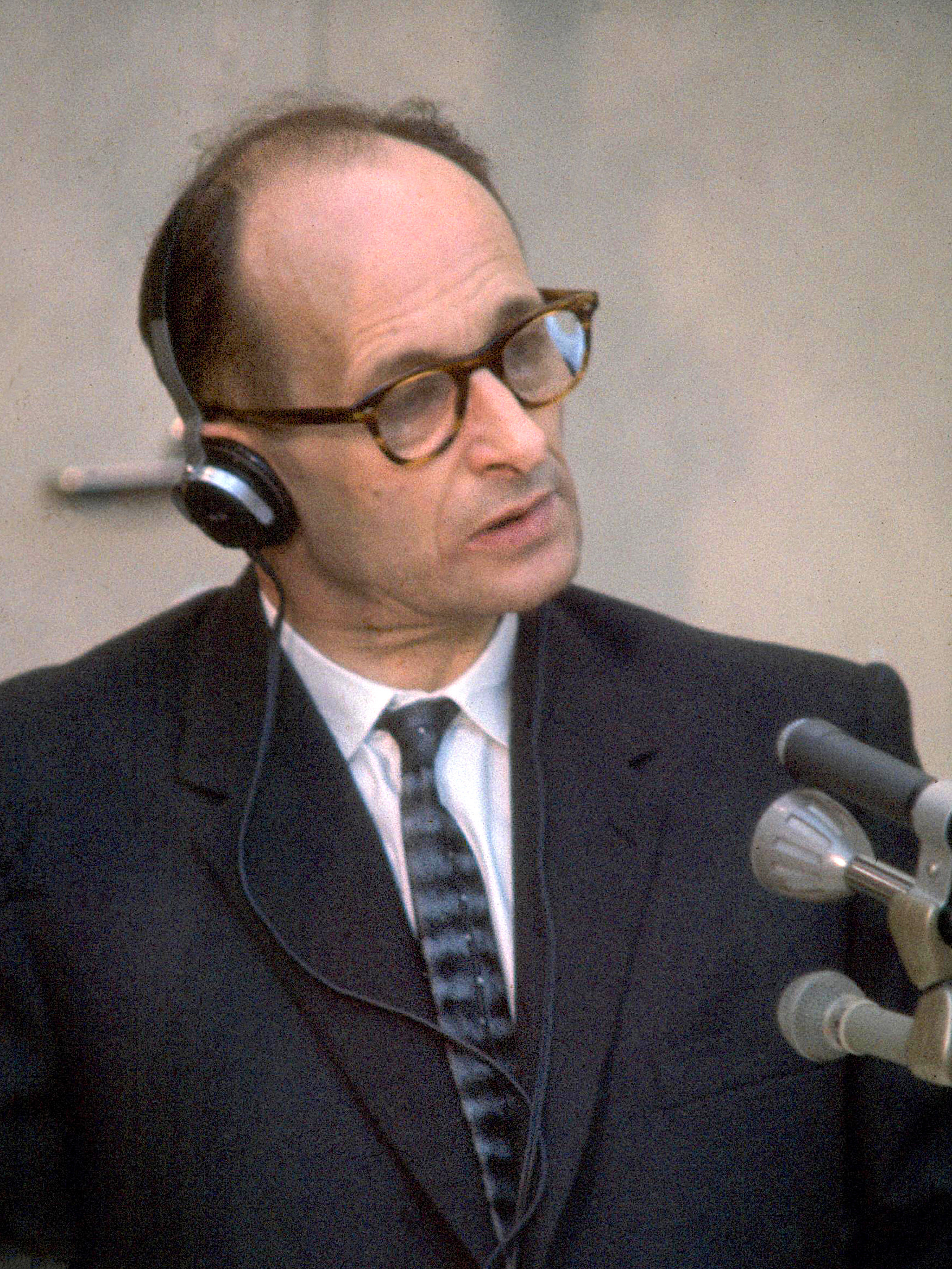
Adolf Eichmann az 1961-es jeruzsálemi per egyik tárgyalásán

A zsidó vallás esetében szintén nem beszélhetünk egységes véleményről. A Tórában halálbüntetés több helyen, több formában is megtalálható. Általában életellenes, illetve Isten ellen elkövetett bűncselekmények, összesen 36 bűncselekmény esetén alkalmazták, így: illetékteleneknek a Szentélybe való hatolása, átokmegszegés, halottidézés és jóslás, vérfertőzés és fajtalankodás, házasságtörés, szülők bántalmazása, istenkáromlás, bálványimádás, emberrablás, hamis prófétálás, prostitúció, szombati munka és emberölés esetén is. A büntetés kiszabására legalább huszonhárom tagú, magasabb rangú háláchikus bíróság volt jogosult, ha a bíróság minden lehetséges kétséget kizáróan meggyőződött arról, hogy az adott bűncselekményt valóban a vádlott követte el, és hogy a vétkes szándékosan és a bűncselekmény súlyának tudatában cselekedett. Mindez azért volt szükséges, hogy elkerüljék egy ártatlan kivégzését.
Bizonyos bűncselekmények esetében a halálbüntetést „kórésznak”, Istenre bízott büntetésnek minősítették, így ott világi bíróság nem hajthatta végre az ítéletet. A Tóra és annak rabbinikus extrapolációi a halálbüntetéssel kapcsolatban részletes szabályokat is tartalmaznak. Ezek a szabályok olyan restriktívek, hogy békeidőben, köztörvényes esetben nagyon megnehezítették a halálbüntetés alkalmazását, gyakorlatilag ellehetetlenítve annak végrehajtását. Eszerint a bűncselekményt egyszerre legalább két tanúnak kellett látnia, és az elkövetőt közvetlenül az elkövetést megelőzően figyelmeztették cselekedete súlyára és annak következményeire. A Talmud azokat a bíróságokat, ahol – akár hetven éven belül – egy halálos ítélet is született, vészbíróságoknak minősítette. Leírása szerint néhol a második templom idején már egyáltalán nem került sor halálbüntetés jogszerű alkalmazására, máshol említést tesz végrehajtott halálbüntetésekről.
A mai Izrael állam jogrendszerében 1948-ban szerepel a halálbüntetés, amelynek jogi gyökerei Palesztina angol mandátum idejére nyúlnak vissza. A büntetést mindeddig csak két alkalommal alkalmazták: 1948-ban végezték ki hazaárulás – téves – vádjával Méir Tobianskit, 1962-ben pedig Adolf Eichmann esetében hajtották végre.

### Az iszlám nézetei
A Koránra épülő iszlám jog, a saría, gyilkosság, házasságtörés, istenkáromlás és hitehagyás esetén teszi lehetővé halálbüntetés végrehajtását. Emellett gyakori, hogy egyes, Mohamed idejében még nem létezett bűnök, például kábítószer-kereskedelem miatt szintén halálbüntetés jár egyes iszlám államokban. A gyakorlatban a halálbüntetések száma nagyságrendileg nem kirívó az amerikai vagy kínai számokhoz képest, és a végrehajtott halálbüntetések túlnyomó többségét gyilkosság vagy kábítószer-kereskedelem miatt hajtják végre.

### A hinduizmus nézetei
A hinduizmusban szentnek számító személyek véleménye a halálbüntetés kérdésében megosztott. Vannak, akik a személyek megjavítását preferálják a megölésükkel szemben. Mások rámutatnak azokra az esetekre, amikor Visnu isten különböző megtestesülései is öltek – például Ráma megölte Bali királyt. Kifejezett, konkrét halálbüntetés elleni álláspont nincs, gyakori viszont az öléssel nem járó bűnmegelőzési, nevelési lehetőségek preferálása.
Az angol gyarmatosítás előtti Indiában gyakoriak voltak a kivégzések.
A mai Indiában van halálbüntetés, de az alkalmazása igen ritka. 2004-ben 9 év szünet után került egyre sor, egy 14 éves lány megerőszakolásáért és meggyilkolásáért akasztották fel a 39 éves Dhananjoy Chatterjee-t.

### A buddhizmus nézetei
A buddhisták között alapvető nézeteltérés van azzal kapcsolatban, hogy a buddhizmus tiltja-e a halálbüntetést. Bár a buddhizmus az ölést sem önvédelem, sem pedig bosszú esetén nem fogadja el, elfogadja viszont akkor, ha nagyobb szenvedés megelőzése a cél. Általában a többségi buddhista csoportok a szekuláris országokban inkább halálbüntetés elleni álláspontot foglalnak el, míg ahol a buddhizmusnak erős politikai befolyása van, ennek ellentéte áll fenn. Ugyanakkor a megtorló célú halálbüntetést majdnem minden buddhista csoport ellenzi.

## Kivégzési módok
Az újkor óta a felvilágosodás eszméinek terjedése a kínvallatás megtiltását, a kivégzések változatosságának csökkenését hozta magával Európában. Már ekkor többen a kivégzés humánusabb, fájdalommentesebb formái mellett törtek lándzsát, ez vezetett a modern kivégzési módszerek kialakulásához. A francia forradalomhoz köthető kivégzőeszköz a guillotine, amely az ugyancsak jóval régebbi eredetű nyaktiló egy változata. Ekkor kezdték el széles körben alkalmazni a golyó általi kivégzést, valamint a hosszú eséses akasztást, míg a kínzással járó módok, mint a felnégyelés, kerékbetörés és a máglyahalál megritkultak, majd kivesztek – ritkán azért még előfordultak, Amerikában például egészen a rabszolgaság eltörlése előtti időkig volt példa elevenen megégetésre.

## Magyar nyelvű szakirodalom időrendben
- Csatskó Imre: Büntetésjogi elméletek, tekintettel a büntetés jogaira, különösen halálbüntetésre; mikép gyakoroltatott ez régi s ujabb népeknél?, Bécs, 1843
- Sárváry Jakab: A' büntetésről 's különösebben a' halálbüntetésről : másodrangú pályamunka, Eggenberger, Pest, 1844 (Törvénytudományi pályamunkák)
- Váradi Mihály: A halálbüntetés kérdése, tekintettel az általános jogfejlődésre s hazai viszonyainkra, Pest, 1871
- John Ed. Rich: A halálbüntetésről (ford.: Stern Miksa), Pest, 1873
- Fái Lajos: Halál a halálbüntetésre, Eger, 1874
- Horváth Móricz: A halálbüntetésről, Szabadka, 1876
- Garai Benő: A halálbüntetésről, Neumayer Nyomda, Budapest, 1893, (A Demokratia páholy könyvtára)
- Balás Elemér: A halálbüntetésről, Budapest, 1900
- Cholnoky Imre: A halálbüntetés végrehajtása és a lelki állapot, Szatmár, 1900
- Vajna Károly: Hazai régi büntetések I–II., Budapest, 1906–1907
- Olivencrona Kanut: A halálbüntetés (ford. Thót László)?, h. n., 1909
- Molnár István: A halálbüntetés, Kassa, 1912
- K. Nagy Sándor: A hóhér és a halálbüntetés, Különnyomat a Csendőrségi Lapokból, Budapest?, 1914
- A halálbüntetésről, vál.: Sajó András, szerk.: Sebes Ágnes, ford.: Ferch Magda és Benke Gábor, Művelődéskutató Intézet, Budapest, 1990, (Medvetánc füzetek)
- A halálbüntetés megszüntetése Magyarországon. Dokumentumgyűjtemény, szerk.: Horváth Tibor, Halálbüntetést Ellenzők Ligája, Miskolc, 1991
- James Bland: Kivégzések könyve, ford. Zelena Judit, Kossuth Könyvkiadó, Budapest, 1994, ISBN 963-09-3743-3
- Sípos Ete Álmos: Halálbüntetés: igen vagy nem?, Éjféli Kiáltás Misszió, Budapest, 1999
- Nemere István: A kivégzések története – Kultúrtörténeti kitekintés csak erős idegzetűeknek, Alexandra, Pécs, 1999 (további kiadások: Adamo Books (eKönyv), Szarvas, 2010; Csengőkert (javított kiadás), Kistarcsa, 2016 v. 2017? )
- Torrente del Bosque: Kínzások és kivégzések Magyarországon – A felnégyeléstől a kerékbetörésen át az élve eltemetésig, Vagabund Kiadó, Budapest, 2002, ISBN 963-9409-32-4
- Torrente del Bosque: Kínzások és kivégzések története – A spanyolcsizmától a vasszűzön át a karóbahúzásig, Vagabund Kiadó, Budapest, 2004, ISBN 963-9409-08-1
- Sáry Pál: Keresztre feszítés az ókorban – Jogtörténeti tanulmány, Szt. István Társulat, Budapest, 2004
- Bátyi Zoltán: Hóhércsárdás, Agroinform, Budapest, 2015
- Tóth J. Zoltán: Halálbüntetés pró és kontra (2. aktualizált kiadá)s, HVG-ORAC, Budapest, 2019
- Linda Polman: A halálsor angyalai. Élet halálbüntetéssel, ford.: Mátis Viola, Athenaeum, Budapest, 2019
- Jonathan J. Moore: A halálbüntetés története, ford.: Antóni Csaba, Kossuth, Budapest, 2021